# Francesco Tamburini
Francesco Tamburini (Ascoli Piceno, 29 gennaio 1848 – Buenos Aires, 1891) fu un architetto eclettico italo-argentino; fu molto attivo soprattutto a Buenos Aires, città nella quale progettò numerosi edifici rappresentativi.

## Biografia
Francesco Tamburini nacque ad Ascoli Piceno nel 1848 e a undici anni si trasferì con la sua famiglia ad Ancona, dove frequentò il liceo e poi l'istituto tecnico Benincasa, dove fu scelto dal naturalista Francesco De Bosis come assistente al laboratorio di fisica e chimica.
A Pisa, dove la sua famiglia si era nuovamente trasferita, si iscrisse alla facoltà di fisica e matematica, ma poi cambiò indirizzo di studi e passò a ingegneria a Bologna, laureandosi nel 1872.
Con un nuovo trasferimento della famiglia, che era alla ricerca di una stabilità economica, tornò nelle Marche, a Chiaravalle.
Ottenne un insegnamento di architettura all'Università di Urbino e successivamente quello di disegno architettonico presso l'Accademia delle belle arti di Pisa.
Durante gli anni di insegnamento si dedicò allo studio del Duomo di Pisa e delle opere anconetane di Giorgio Orsini di Sebenico: la chiesa di San Francesco alle Scale e quella di Sant'Agostino; pubblicò poi i relativi rilievi, di notevole dettaglio e rifinitura.
Si trasferì nuovamente a Roma per insegnare alla Scuola di applicazione per ingegneri, sino al 1883, senza riuscire ancora a raggiungere una sicurezza economica.
A quegli anni risale il suo probabile primo lavoro, il palazzo Rheinold di Ancona, situato all'angolo tra corso Garibaldi e piazza del Teatro e caratterizzato già dallo stile neorinascimentale che poi fu alla base delle sue opere argentine.
Inoltre, a Chiaravalle, progettò villa Marulli, ora biblioteca comunale.
Nel 1883, quando ebbe l'occasione di conoscere l'ambasciatore argentino in Italia, incaricato dal capo del suo governo di trovare un architetto che fosse in grado di dare un nuovo volto monumentale alla capitale argentina, realizzando una serie di edifici pubblici.
Colta l'occasione, Tamburini si trasferì in Argentina.

### In Argentina
Stabilitosi in Argentina, nel 1883 assunse l'incarico di ispettore generale dell'architettura nazionale e curò la progettazione di una serie di edifici pubblici monumentali a Buenos Aires, nell'ambito dell'architettura del periodo eclettico.
Tra le sue opere più importanti ci sono la sede centrale della Banca provinciale di Córdoba, l'ampliamento della Casa Rosada, l'Ospedale militare centrale e il progetto del Teatro Colón, uno dei teatri lirici più grandi del mondo, opera poi completata con modifiche dal suo allievo Vittorio Meano e da Julio Dormal nel 1908.
Lavorò al progetto per il Palazzo di giustizia, il quartier generale della polizia federale, il Palazzo dei congressi, oltre ad altri uffici governativi. Progettò inoltre alcuni edifici privati, per Zorilla, Tricogen, Besail, Blauco, Gentili e per sé stesso.
La rivoluzione scoppiata a Buenos Aires nel 1890 causò una crisi finanziaria ed una spaventosa inflazione, che fece perdere a Tamburini tutte le ricchezze investite sino ad allora, frutto degli incarichi eseguiti. In queste circostanze scrisse ad un amico (il marchese Colocci di Jesi): E fede ci vuole! Torneranno tempi migliori, si rifarà qualche cosa, e allora... vento alle vele!
Nel 1892 la città di Ascoli dedicò a Francesco Tamburini una serie di commemorazioni e celebrazioni.